# Prager Secession
Die Prager Secession (auch Prager Sezession) war eine Vereinigung deutschsprachiger bildender Künstler in Prag, die von 1928 bis 1937 bestand.

## Geschichte

### Vorgeschichte
Am 28. Oktober 1918 proklamierte sich die Tschechoslowakei als selbständiger Staat. In den überwiegend von Deutschen besiedelten Grenzgebieten Böhmens, Mährens und Mährisch-Schlesiens lehnte die Mehrheit der Bewohner die Einbeziehung in den neuen Staat ab. Die Provinz Deutschböhmen und die Provinz Sudetenland sowie die Kreise Böhmerwaldgau und Deutschsüdmähren erklärten, unter Berufung auf das soeben proklamierte Selbstbestimmungsrecht der Völker, ihren Anschluss an Deutschösterreich. Die Tschechoslowakei bestand auf den „historischen Ländern der böhmischen Krone“, und im November 1918 besetzten tschechische Truppen diese Gebiete. Die am 4. März 1919 dagegen abgehaltenen Demonstrationen wurden von den Tschechen blutig aufgelöst. Durch den Vertrag von Saint-Germain vom 10. September 1919 wurde der Verbleib der von Deutschen bewohnten Gebiete bei der Tschechoslowakei bestätigt. Die staatliche Eigenorganisation war damit beendet.
Für die deutschsprachigen Künstler, die sich in der Regel als Teil der österreichischen Kunstszene verstanden, bedeute die neue Situation, einer nationalen Minderheit zuzugehören, eine Verunsicherung. Sie brauchten jetzt einen eigenen Verband, was keineswegs eine Abgrenzung zu der tschechischen Kunstszene bedeuten sollte, zumal manche, wie zum Beispiel Willi Nowak, Maxim Kopf oder die Bildhauerin Mary Duras, sich beiden Milieus zugehörig fühlten. 1920 wurde daraufhin der Metznerbund (benannt nach dem Bildhauer Franz Metzner) gegründet. Aus diesem Bund heraus entstanden mehrere Gruppen, darunter 1920 die postexpressionistischen, spirituellen Tendenzen folgende Gruppe Die Pilger mit Mitgliedern wie unter anderen Anton Bruder, Mary Duras, Josef Hegenbarth, Alfred Kubin, Maxim Kopf und Moriz Melzer. 1923 zerbrach die Gruppe wieder und 1924 löste sich auch der Prager Teil des Metznerbundes auf. Nach einer gemeinsamen Ausstellung mit Mary Duras kontaktierte Maxim Kopf im Juni 1927 ehemalige Mitglieder der Gruppe Die Pilger, Absolventen der Akademie der Bildenden Künste Prag und auch andere Künstler. Kurz darauf wurde die Gruppe Junge Kunst gegründet, die aber nur bis 1928 (offiziell 1929) bestand. Mitglieder der Gruppe waren unter anderem Anton Bruder, Alfred Dorn, Mary Duras, Friedrich Feigl, Fritz Kausek, Karl Klein, Maxim Kopf, Riko (Emerich) Mikeska, Grete Passer (Schmied), Ludwig (Ludvík) Püschel, Marta Schöpflin, Richard Schrötter, Charlotte Schrötter-Radnitz, Karl Vogel, Karl Wagner, Gabriele Waldert und Alois Rudolf Watznauer.

### Prager Secession
Am 28. November 1928 fand die erste Hauptversammlung der neugegründeten Prager Secession statt. Der Kern der Prager Secession bestand hauptsächlich aus Mitgliedern der Gruppe Junge Kunst, die kurz darauf aufgelöst wurde. Der erste Vorsitzende wurde Maxim Kopf. Die Auswahlkommission für Ausstellungen bildeten Mary Duras, Fritz Kausek, Maxim Kopf, Willi Nowak, Ludwig Püschel, Charlotte (Lotte) Radnitz, Karl Vogel und Karl Wagner. Das vierköpfige Komitee für die Planung und Ausführung von Ausstellungen wurde von Mary Duras, Fritz Kausek, Maxim Kopf und Karl Vogel gebildet. Innerhalb von Prag wurde jährlich eine Ausstellung abgehalten. Zu den Unterstützern der Prager Secession zählten Vertreter der deutschsprachigen Eliten, zum Beispiel das Bankhaus Petschek & Co., der Bleistifthersteller L. & C. Hardtmuth, Graf von Colloredo-Mansfeld, Graf von Boos zu Waldeck, Otto Federer, Ernst Kaun, der Advokat und Stadtrat von Aussig Karl Osthof, Rolf Passer, Rosa Stutzová, Friedrich Weinmann sowie Max und Anne Schmied. Die Prager Secession wurde 1937 aufgelöst.

## Mitglieder
- Anton Bruder (1898–1983), Maler und Graphiker, Gründungsmitglied
- Josef Dobrowsky (1889–1964), Maler, Beitritt 1931 (oder 1934[4])
- Alfred Dorn (1892–1975), Maler, Graphiker, Pädagoge, Glasbläser, Gründungsmitglied
- Mary Duras (1898–1982), Bildhauerin, Gründungsmitglied, Schreiberin
- Friedrich Feigl (1884–1965), Maler, Gründungsmitglied, Vorsitzender 1934–1937
- Richard Fleissner (1903–1989), Maler und Graphiker, Beitritt 1932
- Kurt Hallegger (1901–1963), Maler und Bühnenbildner, Beitritt 1932
- Oswald Hofmann (1890–1982), Bildhauer, Beitritt 1931
- Fritz Kausek (auch Bedřich Kausek) (1890–1962), Maler, Gründungsmitglied, stellvertretender Vorsitzender
- Karl Klein (1903–1943), Maler, Graphiker, Gründungsmitglied
- Otto Kletzl (1897–1945), Kunsthistoriker, Vetter von Alfred Kubin, Gründungsmitglied, Sekretär
- Wilhelm Klier (1900–1968), Maler, Beitritt 1931
- Maxim Kopf (1892–1958), Maler und Bildhauer, Gründungsmitglied, Vorsitzender 1929–1930
- Riko (Emerich) Mikeska (1903–1983), Maler, Pädagoge, Gründungsmitglied
- Willi Nowak (1886–1977), Maler, Lithograf und Hochschullehrer, Gründungsmitglied, Vorsitzender 1930
- Grete Passer (Schmied) (1900–2003), Malerin, Gründungsmitglied
- Ludwik (Ludvik) Püschel (1905–1967), Maler, Gründungsmitglied, Schreiber, später Geschäftsführer
- Martha Schöpflin (1902–?), Holzschnitzerin, Gründungsmitglied
- Richard Schrötter (auch Schroetter) (1893–?), Maler, Gründungsmitglied
- Charlotte Schrötter-Radnitz (1899–1986), Malerin, Gründungsmitglied
- Arnold Schück (1897–1974), Maler und Graphiker, Gründungsmitglied, Buchhalter
- Ernst Süssland (auch Süßland), Bankdirektor, Vorsitzender der Freimaurerloge Adoniram zur Weltkugel, Gründungsmitglied, Buchhalter
- Karel (auch Karl) Vogel (1897–1961), Bildhauer, Gründungsmitglied, Vorsitzender 1932–1933
- Karl (auch Karel) Wagner (1887–1966), Maler, Gründungsmitglied, Vorsitzender 1931
- Gabriele Waldert (1902–1991), Bildhauerin, Gründungsmitglied
- Alois Rudolf Watznauer (1904–1973), Maler, Graphiker, Fotograf, Pädagoge, Gründungsmitglied

### Korrespondierende Mitglieder
- Josef Hegenbarth (1884–1962), Maler, Graphiker und Illustrator
- Georges Kars (1880–1945), Maler
- Anton Kolig (1886–1950), Maler
- Alfred Kubin (1877–1959), Maler, Graphiker, Illustrator und Schriftsteller
- Moriz Melzer (1877–1966), Maler und Graphiker

## Ausstellungen
Die jährlichen Herbstausstellungen fanden im Kunstverein für Böhmen in der Straße Pštrossova 12 in Prag statt. Neben Mitgliedern und Korrespondierenden Mitgliedern stellten auch Gäste aus, darunter Max Beckmann (1930), Karl Hofer (1929, 1930), Paul Klee (1931, 1936), Oskar Kokoschka (1930, 1936, 1937), Georg Kolbe (1931), Wilhelm Thöny (1929, 1935, 1936) und Elisabeth Wolff (1934). Zudem stellten im Laufe der Jahre bei den Herbstausstellungen auch unter anderen Egon Adler, Jan Alster, Jakub Bauernfreund (auch Jacob Bornfriend), Felix Bibus, Edith Fleissner-Plischke, Kurt Gröger, Hella Guth, Karl May, Maria (Mia) Münzer-Thorwart (auch Mia (Münzer oder Munzer) Le Comte) (1935, 1936, 1937), Endre Nemes, Viktor Planckh, Rudolf Pollak, Gertrude Salus, Ilona Singer-Weinberger, Max Slevogt, Fritz J. Stonner, Inge Thiele-Peschka, Otto Ungar und Oswald Voh aus. 1931 veranstaltete die Prager Secession eine Gedächtnisausstellung für Eugen von Kahler im Kunstverein für Böhmen.
Außerhalb von Prag wurden Ausstellungen in Budweis, Brünn, Ostrau, Kaschau (1931) und Teplitz-Schönau (1933) organisiert. Prager Secession Mitglieder waren auch unter anderem vertreten auf internationalen Ausstellungen in Karlsbad und Nürnberg (1931).